# Cinnyris batesi
El suimanga de Bates (Cinnyris batesi) es una especie de ave paseriforme de la familia Nectariniidae, propia de la selva tropical africana. Su nombre conmemora al naturalista estadounidense George Latimer Bates (1863–1940).

## Descripción
El suimanga de Bates es un pájaro muy pequeño de tonos verdes apagados en las partes superiores y vientre amarillento y con un pico curvado hacia abajo y cola corta. Mide entre 9–10 cm de largo, y pesa entre 5,7–7 g. El macho tiene las partes superiores de color verde oliváceo oscuro, excepto una lista superciliar difusa. Sus partes superiores son grisáceas con el centro del vientre y los laterales del pecho amarillentos. Sus alas tienen plumas de color pardo oscuro con bordes claros y las de la cola soon negras con bordes anchos de color oliváceo como las puntas. La hembra es muy similar, aunque más pequeña y con los laterales del pecho más blancos.

## Distribución y hábitat
Se encuentra diseminado por África occidental y central desde el este de Liberia Costa de Marfil, Ghana y Nigeria y el sur de Camerún llegando por el este al norte de la República del Congo y la República Centroafricana el sur de Gabón y la República Democrática del Congo, llegando al extremo noroeste de Zambia. También ocupa la isla de Bioko.
El suimanga de Bates se encuentra en el dosel del bosque húmedo tropical primario, también en los límites de los bosques, los bosques secundarios y plantaciones con árboles altos.

## Comportamiento
El suimanga de Bates se alimenta de néctar de las flores de los árboles. También se alimenta de insectos, arañas y frutos. Fuera de la época de cría forma pequeñas bandadas de unos diez individuos y también se une a otras especies de aves. Por la noche reducen su metabolismo para ahorrar energía.
Su nido es una bolsa colgante hecha de vilanos, hojas secas y telas de araña, con musgos adosados en su exterior y el interior forrado con fibras vegetales suaves. Suelen estar colgados de arbustos a unos tres metros del suelo. Suelen poner unos tres huevos. La puesta se realiza en julio en Camerún, en diciembre en la República Democrática del Congo y en febrero en Gabón.